# Poul Bille-Holst
Poul Bille-Holst (15. juni 1894 på Frederiksberg – 9. februar 1959 i Esbønderup) var en dansk maler.

## Ekstern henvisning
- Poul Bille-Holst på Kunstindeks Danmark/Weilbachs Kunstnerleksikon